# Lac-aux-Sables
Lac-aux-Sables es un municipio parroquial canadiense situado en la provincia de Quebec.

## Superficie
Lac-aux-Sables tiene una superficie de 269,7 km².

## Demografía
En 2021, tenía 1380 habitantes, una densidad poblacional de 5,1 hab./km², y 1157 viviendas.